# Colin Colahan
Colin Colahan (Woodend, Victoria, 12 de febrero de 1897 -  Ventimiglia, 6 de junio de 1987) fue un pintor y escultor de Australia.

## Datos biográficos
Creó la fuente de la   'Sirena' para el pueblo italiano de Bordighera. Su escultura de la cabeza de  Victor Smorgon fue adquirida por la  Galería Nacional de Victoria. Sus trabajos pueden encontrarse en las colecciones de las galerías estatales de  Melbourne, Adelaide y Brisbane.  